# Anne de Rohan-Chabot

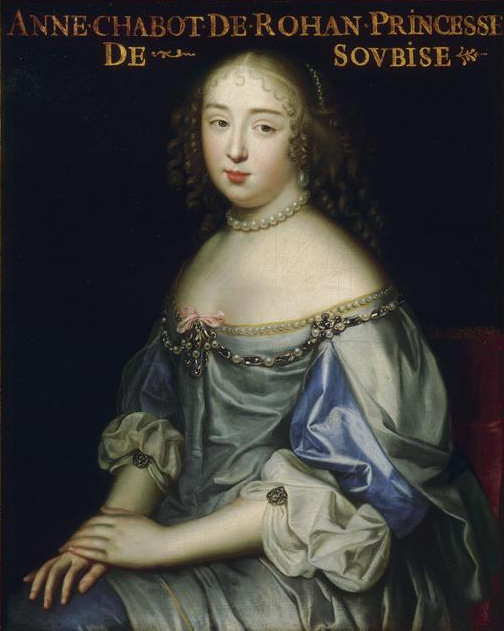
Anne de Rohan-Chabot, Princesse de Soubise. Schloss Versailles.

Anne-Julie de Rohan-Chabot (* 1648; † 4. Februar 1709 in Paris), genannt Madame de Frontenay, war Fürstin von Soubise und eine Mätresse des französischen Königs Ludwig XIV.

## Leben
Anne-Julie war die Tochter von Henri Chabot und seiner Frau Marguerite de Rohan, Duchesse de Rohan. Sie erhielt für die damalige Zeit eine hervorragende Erziehung und wurde am 17. April 1663 mit François de Rohan, Prince de Soubise (1630–1712) verheiratet. Aus der Ehe gingen elf Kinder hervor, vermutlich nur bei zehn war er der Vater.
1665 wurde sie zusammen mit ihrer Mutter nach Versailles eingeladen und dem König vorgestellt, der Gefallen an der hübschen jungen Frau fand, die von Primi Visconti als „...weißhäutig, von schönem Wuchs, aber rothaarig“ beschrieben wurde. Die Herzogin von Rohan wollte ihre Tochter vor dem Leben am Hof schützen, denn es war allgemein bekannt, dass die Gunst der offiziellen Mätresse (französisch maîtresse en titre), Louise de La Vallière, am Verblassen war. 1669 kursierten Gerüchte, dass Ludwig XIV. und Anne-Julie eine Liebesbeziehung unterhielten. Dies blieb Madame de Montespan, der neuen Mätresse, nicht verborgen, und sie intrigierte gegen ihre Nebenbuhlerin.
Im Jahr 1673 nahm Ludwig XIV. den Kontakt zu Madame de Soubise wieder auf. Ihr Mann begriff sehr schnell, dass er diese Situation zu seinen Gunsten nutzen konnte. Der König zeigte sich großzügig, indem er ihn mit Auszeichnungen und Besitz versah. Im Januar 1674 kam die schwangere Anne-Julie als Ehrendame der Königin Marie-Thérèse nach Versailles. Sie gebar am 26. Juni einen Sohn, Armand-Gaston, künftigen Kardinal von Rohan und Mitglied der Académie Française. Die Liaison mit dem König endete 1675, doch sie blieb weiterhin am Hof wegen ihrer Funktion bei der Königin.

### Hôtel Soubise
Am 27. März 1700 verkauften die Fürstin von Condé und die Herzogin von Braunschweig-Calenberg als Erbinnen der Duchesse de Guise das Hôtel de Guise an François de Rohan und Anne de Rohan-Chabot für 326.000 Livre. Die Einsprüche der Gläubiger der Duchesse de Guise hielten die endgültige Wirksamkeit des Verkaufs bis ins Jahr 1704 hinaus auf. Ab 1705 wurde Hôtel particulier durch den Architekten Pierre Alexis Delamair umgebaut, der die Ausrichtung des Hauses änderte, die Fassaden rekonstruierte, eine neue Ehrentreppe und einen neuen von Kolonnaden umgebenen Ehrenhof baute. Der Rohbau wurde 1709 fertig, Anne Rohan-Chabot konnte das Palais nicht mehr beziehen, da sie am 9. Februar 1709 starb. Sie wurde erst in der Kirche der Feuillanten in der Rue Saint-Honoré in Paris bestattet, am 1. Februar 1710 in die Kirche der Mercedarier in der Rue de Braque umgebettet, die während der Revolution zerstört wurde. Ihr Ehemann hingegen starb am 24. August 1712 im ehemaligen Hôtel de Guise, das in Hôtel de Soubise umbenannt wurde. Er fand seine Ruhestätte nach seinem Tod am 24. August 1712 in der gleichen Kirche wie seine Frau.

## Nachkommen
- Anne Marguerite (* 5. August 1664; † 26. Juni 1721), 1692 Äbtissin von Jouarre
- Louis (* 11. März 1666; † 5. November 1689), genannt Prince de Rohan, Colonel eines Kavallerieregiments
- Constance Emilie (* 1667); ⚭ 18. Mai 1683 mit Dom José Rodrigo da Camara, 2. Conde de Ribeyra-Grande († 17. März 1724)
- Hercule-Mériadec (* 8. Mai 1669; † 26. Januar 1749), genannt Prince de Rohan, 1712 2. Prince de Soubise, Prince de Maubuisson etc., 1714 Duc de Rohan-Rohan, Pair de France, Lieutenant-général, Gouverneur von Champagne und Brie; ⚭ (1) 15. Februar 1694 Anne-Geneviève de Lévis-Ventadour (* Februar 1673; † 20/21. März 1727), Tochter von Erbtochter von Louis Charles, 5. Duc de Ventadour, Pair de France, Witwe von Louis de La Tour d’Auvergne, Prince de Turenne; ⚭ (2) 2. September 1732 Marie Sophie de Courcillon (* 6. August 1713; † 4. April 1756), Erbtochter von Philippe Egon de Courcelles, Marquis de Dangeau, und Francoise de Pompadour, Duchesse de La Valette, Witwe von Charles François d’Albert, Duc de Picquigny
- Alexandre Mériadec (* 19. Juli 1670; † 9. März 1687)
- Henri Louis (* 4. Januar 1672; † September 1693) genannt Chevalier de Rohan
- Armand-Gaston-Maximilien (* 26. Juni 1674[3]; † 19. Juli 1749), genannt Cardinal de Rohan-Soubise, Bischof von Straßburg, 1712 Kardinal, 1713 Großalmosenier von Frankreich, Mitglied der Académie française, 1722 Regentschaftsrat
- Emilie Sophronie Pélagie (* 2. Juli 1678); ⚭ 22. Juli 1694 Alfonso Francisco de Vasconcelos, Conde de Calhete († 13. Dezember 1732)
- Éléonore (Marie Anne) (* 25. August 1679; † 2. November 1753), 1714 Koadjutrix und 1722 Äbtissin in Origny
- Maximilien Gaston Guy (* 15. August 1680; X 23. Mai 1706 in der Schlacht bei Ramillies), Brigadier
- Frédéric Paul Malo (* 15. August 1685; † jung)